# Сарнели (Потенца)
Сарнели (итал. Sarnelli) је насеље у Италији у округу Потенца, региону Базиликата.
Према процени из 2011. у насељу је живело 183 становника. Насеље се налази на надморској висини од 759 м.